# 柏梁镇
柏梁镇，是中华人民共和国河南省许昌市鄢陵县下辖的一个乡镇级行政单位。

## 行政区划
柏梁镇下辖以下地区：
漆井社区、王岗社区、岗底张社区、官寨社区、辘轳湾社区、柏梁村、圪垱头村、姚家村、孟家村、大路王村、小王村、甘罗村、袁拐村、曹寺村、文范村、孔村、张坊村、南张坊村、陈家村、胡集村、湾子杨村、林家村、温寨村、黄龙店南村、黄龙店北村、安庄村、滕岗村、席黄村、党岗东村、党岗西村、马庄村、老庄村、贾庄村和康王庙村。